# Popoli albensi

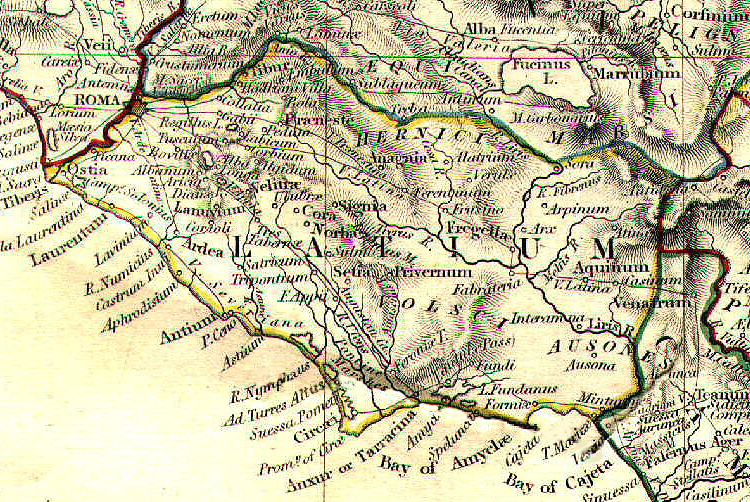
Il Latium vetus dove in età proto-storica abitavano alcuni tra i populi albenses.

I popoli albensi  (in latino populi albenses) erano una foederatio di trenta popolazioni dell'Italia preromana (i prisci Latini) stanziate nell'antico Latium vetus tra il X (età del bronzo finale) e VIII secolo a.C. (età del ferro avanzata). Il termine albenses indicherebbe il fatto che tutti questi popoli erano soliti partecipare alla cerimonia del banchetto sacrificale sul mons Albanus, nel santuario di Giove Laziale.

## Storia
Nel corso di una prima età del ferro, la forma di popolamento dei Latini si articolava in una serie di raggruppamenti rurali autonomi, con spesso al centro un borgo fortificato (oppidum), e strettamente collegati fra di loro. Questi raggruppamenti, pur avendo originariamente un carattere religioso, col tempo riuscirono a darsi degli ordinamenti comuni che disciplinavano la difesa del territorio, il commercio, ed altre materie di interesse generale. La Lega albense fu forse la più antica fra le federazioni del Latium vetus ed era costituita da una trentina di centri situati sui colli Albani (populi albenses), ricordati da Plinio il Vecchio. All'interno di ciascuna di queste comunità si imposero via via le semplici famiglie, o più verosimilmente grandi nuclei complessi chiamati gentes.
Cuore di questo ampio raggruppamento urbano era la città di Alba Longa, rasa al suolo attorno alla metà del VII secolo a.C. dalla vicina Roma, che si sostituì ad essa nella direzione della Lega, dichiarando però che tutti i cittadini di Alba fossero equiparati ai cittadini romani. Strabone racconta che tra Populi Albenses e Romani vi erano ottimi rapporti, dal momento che entrambi parlavano la stessa lingua (il latino), pur avendo differenti re. I due popoli poi permettevano anche tra loro matrimoni, sacrifici comuni ad Alba ed altri diritti politici comuni.
Alla fine del VI secolo a.C. molti altri centri latini furono assorbiti nello Stato romano che allora era governato da una dinastia etrusca.
Gli Albensi di Alba Fucens confinavano con gli Axantini ed erano iscritti alla stessa tribù Fabia. Nell'agro di Scanzano è stato ritrovato un cippo conterminale con l'epigrafe "ALBENSIUM FINES". Secondo le ricostruzioni archeologiche gli Albensi occupavano una area comprendente San Pelino, Scurcola, Poggio Filippo, Scanzano, Santo Stefano e Santa Anatolia. Secondo Suida (decimo secolo) gli albani, cioè gli abitanti della città di Alba, erano un popolo di origine celtica (gens gallorum) e godevano di un territorio particolarmente ubertoso (Horum agrum aiunt esse uberrimum et aptum
ad fruges ferendas, vinoque multo et suavi abundantem.) 
Alcune monete albensi (risalenti tra il 303 ed il 263 a.C.) ritrovate durante alcuni scavi su un verso raffiguravano la scritta "ALBA" e un'aquila che stringe tra gli artigli tre dardi e sul retro la testa di un guerriero con elmo.

## I trentapopuli albenses
Questo l'elenco completo dei 30 popoli albensi forniti da Plinio il Vecchio nella sua Naturalis Historia:
1. Albani (nel territorio di Alba Longa)
2. Aesolani (o Aefulani in relazione al centro di Aefula)
3. Accienses (territorio di Aricia)
4. Abolani
5. Bubetani (o Bubentani)
6. Bolani (in relazione al centro di Bola)
7. Cusuetani (o forse Carventani dall'oppidum di Carventum)
8. Coriolani (da Corioli)
9. Fidenates (attorno a Fidenae,
10. Foreti
11. Hortenses
12. Latinienses (nei pressi del Campo Marzio)
13. Longani (nel territorio di Longula)
14. Manates (o Sanates)
15. Macrales (o Macrales)
16. Munienses
17. Numinienses (o forse Numintenses dal centro di Nomentum)
18. Olliculani
19. Octulani
20. Pedani (dal centro di Pedum oggi Gallicano nel Lazio)
21. Polluscini (o Poletaurini dal centro di Politorium)
22. Querquetulani (a Roma sul Caelio[9])
23. Sicani (forse attorno al centro di Tibur o di Signia)
24. Sisolenses (o forse Sasolenses nei pressi di Sassula)
25. Tolerienses (presso l'antica Toleria, oggi Colli di S. Pietro nel territorio di Colleferro)
26. Tutienses (o Titienses)
27. Vimitellari (o Vimitellani, difficilmente collegabile con il Viminalis)
28. Velienses (a Roma sulla Velia)
29. Venetulani
30. Vitellenses (o Vitellienses nei pressi di Vitellia)

Alcuni di questi popoli, i Latinienses, i Querquetulani e i Velienses abitavano siti che più tardi avrebbero formato l' urbs di Roma. Se per molti di questi tra gli storici c'è concordanza sulla loro localizzazione territoriale,  in alcuni casi questa è ancora dibattuta. 

### Fonti primarie
- Dionigi di Alicarnasso, Antichità romane, V, 61, 3.
- Livio,
  - Ab Urbe condita libri (testo latino) ;
  - Periochae (testo latino) .
- Plinio il Vecchio, Naturalis Historia (testo latino) .
- Strabone, Geografia, V.

### Fonti storiografiche moderne
- Giovanni Brizzi, Storia di Roma. 1.Dalle origini ad Azio, Bologna, Pàtron, 1997.
- Andrea Carandini, Roma il primo giorno, Roma-Bari, Laterza, 2007.
- Angelo Luttazzi, Le città latine ed i loro territori, Colleferro 2011
- Massimo Pallottino, Origini e storia primitiva di Roma, Milano, Rusconi, 1993, ISBN 88-18-88033-0.